# Хтелница
Хтелница (словац. Chtelnica) — село и одноимённая община в районе Пьештяни Трнавского края Словакии. В письменных источниках начинает упоминаться с 1216 года.

## География
Село расположено в западной части края, в долине Малых Карпат, при автодороге 502. Абсолютная высота — 204 метров над уровнем моря. Площадь муниципалитета составляет 32,97 км². В селе есть римско-католическая Церковь Пресвятой Троицы в стиле классицизма, построенная в 1800 году.

## Население
По данным последней официальной переписи 2011 года, численность населения селa составляла 2585 человек.
Динамика численности населения общины по годам:
| Год:                | 1994 | 2004    | 2014    | 2024    |
| ------------------- | ---- | ------- | ------- | ------- |
| Количество человек: | 2524 | 2551    | 2593    | 2510    |
| Разница:            |      | +1,06 % | +1,64 % | −3,20 % |

Национальный состав населения (по данным переписи населения 2011 года):
| Национальность | Численность, человек |
| -------------- | -------------------- |
| словаки        | 2461                 |
| венгры         | 3                    |
| цыгане         | 1                    |
| русины         | 1                    |
| чехи           | 4                    |
| немцы          | 1                    |
| поляки         | 1                    |
| болгары        | 1                    |
| другие         | 4                    |
| не указана     | 112                  |